# Sigma1 Cancri
Sigma1 Cancri (51 Cancri) é uma estrela na direção da constelação de Cancer. Possui uma ascensão reta de 08h 52m 34.62s e uma declinação de +32° 28′ 26.8″. Sua magnitude aparente é igual a 5.67. Considerando sua distância de 204 anos-luz em relação à Terra, sua magnitude absoluta é igual a 1.69. Pertence à classe espectral A8Vms.